# Tyler Haws
Martin Tyler Haws (Alpine, 19 dicembre 1991) è un ex cestista statunitense.